# یوژنی کوچارنیک
یوژنی کوچارنیک (به صربی: Južni Kočarnik) یک منطقهٔ مسکونی در صربستان است که در توتین، صربستان واقع شده‌است. یوژنی کوچارنیک ۴۱ نفر جمعیت دارد.